# رعاية مزمنة
الرعاية المزمنة هي الرعاية الطبية التي تعالج المرض على المدى الطويل، وتقابلها الرعاية الحادة التي تعنى بالأمراض الحادة قصيرة الفترة الزمنية. وتشمل الحالات الطبية المزمنة الربو وانتفاخ الرئة والتهاب القصبات المزمن ومرض القلب الاحتقاني وتشمع الكبد وارتفاع ضغط الدم والاكتئاب لكنها لا تقتصر عليها. وتشكل الرعاية المزمنة نسبة أكثر من 75٪ من نفقات خدمات الرعاية الصحية في الولايات المتحدة.

## التمريض والرعاية المزمنة (رعاية المصابين بأمراض مزمنة)
يجب أن تكون الممرضة مؤهلة للتعامل مع جميع احتياجات المريض بأمراض مزمنة. لكن عليه أو عليها رفع حالة المرضى المزمنين لإدارة المستشفى أو أسره المرضى.
ويجب حضور عدد كبير من المختصين منهم على سبيل المثال لا الحصر الجراحون وخبراء التغذية والحمية والعلاج الوظيفي ورجال الدين من أجل الاستفادة القصوى للمريض. وقد يحتاج من يعاني الألم المزمن لفترة طويلة إلى مساعدة طبيب نفسي أيضا. الأنشطة اليومية التي يراها الأصحاء عادية قد تكون إنجازا جبارا للمصابين بأمراض مزمنة فيحتاجون إلى كل الدعم الممكن. قد تكون الممرضة مطلعة على بعض المساعدة التي يمكن أن يستفيد منها المصابون بأمراض مزمنة. وعلى الممرضين ان يكونوا سباقين ووضع هؤلاء المرضى على اتصال مع مقدمي هذة الخدمات لكن أيضا بحساسية كافية لإعطاء المريض حرية رفض أي مساعدة إذا كان يعتقد أنه لا يحتاجه.
ويمكن لمن يعاني الألم المزمن أن يبدأ التشكيك في إيمانه أو يريد أن يكون له تجربة روحية أعمق بسبب الألم والمعاناة.
يحتاج المريض أيضا أن يأخذ وقته للمشاركة في بعض الأنشطة الترفيهية. وهم قد يحتاجون إلى الخروج من المنشأة أو المستشفى أو من المنزل أحيانا لمنع ارتباط المستشفيات مع الألم. هذا يساعد المرضى في الحفاظ على سلامتهم العقلية والنفسية.
وقد يحتاجون ممرضة مؤهلة في الرعاية الملطفة. البعض قد يكون يواجهون الموت ويحتاجون إلى الاحترام والكرامة في الموت والألم.
كما يحتاجون إلى الممرضة لا تصدر اأحكام وتقدم الرحمة والرعاية. يجب أن تشارك الأسرة لمساعدة المرضى على السيطرة على الالم بشكل أفضل. ونوعية الرعاية مهمّة جدا مع قدر من الدبلوماسية والتعاطف.
في بعض الحالات، مثل المصابين بالسكري أو توقف التنفس أثناء النوم، يكون العلاج على المدى الطويل يصعب على المرضى الفهم والامتثال. وي هذه الحالات تكون إدارة الرعاية المزمنة مهمّة وينصح بشدة مساعدة المريض على معرفة النتائج المترتبة على رفض العلاج وأفضل السبل لمتابعة العلاج.

## وصلات خارجية
- برنامج التعليم الوطني للسكري (إنجليزيّة)
- المجلة الطبية البريطانيّة التعليم والنقاش (إنجليزيّة)
- جمعية المستشفيات الاميركية - إدارة الرعاية المزمنة (إنجليزيّة)
- برنامج الرعاية أثناء النوم (إنجليزيّة)